# جيروم بي. فريدمان
جيروم بي. فريدمان (بالإنجليزية: Jerome B. Friedman)‏ هو قاضي ومحامي أمريكي، ولد في 1943 في نيوآرك في الولايات المتحدة.